# 第一容疑者
『第一容疑者』（だいいちようぎしゃ、Prime Suspect）は、1991年に始まった、人気脚本家リンダ・ラ・プラントの原案に基づく英国のドラマシリーズ。製作はグラナダTV。
警部（のち警視に昇格）ジェーン・テニスンが、圧倒的な男性中心社会である警察内部で、女性ゆえの偏見や女性差別にさらされ、またその強烈な個性ゆえに時として周囲と激しく対立しながらも、数々の難事件を解決していくさまを描く。主演はヘレン・ミレン。
毎回、物語は原則としてひとつまたは複数の殺人事件を中心に展開するが、警察という組織に特有の手続き、また警察組織内部での対立や矛盾を詳細に描いている点に特徴があり、その意味では犯罪ドラマのなかでも「ポリス・プロシージュラル」と呼ばれる、リアリズム性の強いジャンルに属している。そのリアルな内容から、ロンドン警視庁の新人研修にも使用されたことがある。
第1回が好評を博したため、その後、不定期ながら2006年までに7シリーズ9話が制作された。そのつど注目のゲストを迎え、児童虐待、移民などタイムリーな社会問題を取り上げている。主なゲストに、ゾーイ・ワナメイカー、キアラン・ハインズなど。
作品自体高い評価を受けて、シリーズ2、3、5はエミー賞の作品賞 (ミニシリーズ部門)を受賞して、シリーズ6、7は作品賞 (ミニシリーズ部門)にノミネートされた。
なお、メリル・ストリープがテニスン役を演じたいとの希望を表明し、一時期映画化の話が持ち上がったが、立ち消えとなった。

## 登場人物
※括弧内は日本語吹替。
- ジェーン・テニスン主任警部（警視）：ヘレン・ミレン（丘みつ子）
- ビル・オトリー部長刑事：トム・ベル（英語版）（家弓家正）
- マイケル・カーナン警視：ジョン・ベンフィールド（英語版）（北原義郎）
- トニー・マディマン警部：ジャック・エリス
- リチャード・ハスキンズ部長刑事：リチャード・ハーレー
- モーリン・ハヴァーズ巡査：モッシー・スミス
- リリー刑事：フィリップ・ライト

## シリーズ
| 放映年 | タイトル                   | 原題                                  | 監督                     |
| ------ | -------------------------- | ------------------------------------- | ------------------------ |
| 1991   | 第一容疑者1 連鎖           | Prime Suspect1                        | クリストファー・メノール |
| 1992   | 第一容疑者2 顔のない少女   | Prime Suspect2                        | ジョン・ストリックランド |
| 1993   | 第一容疑者3 朽ちた野望     | Prime Suspect3                        | デヴィッド・ドルーリー   |
| 1994   | 第一容疑者4 消えた幼児     | Prime Suspect4: The Lost Child        | ジョン・マッデン         |
| 1995   | 第一容疑者5 死のゲーム     | Prime Suspect4: Inner Circles         | サラ・ピア・アンダーソン |
| 1995   | 第一容疑者6 死者の香水     | Prime Suspect4: The Scent of Darkness | ポール・マーカス         |
| 1996   | 第一容疑者7 裁かれるべき者 | Prime Suspect5: Errors of Judgement   | フィリップ・デイヴィス   |
| 2003   | 第一容疑者8 姿なき犯人     | Prime Suspect6: The Last Witness      | トム・フーパー           |
| 2006   | 第一容疑者 希望のかけら    | Prime Suspect: The Final Act          |                          |

## 参照
1. ↑  http://www.simplystreep.com/droppedprojects.htm